# Три товарища (фильм, 2020)
«Три товарища» — белорусско-российский драматический фильм 2020 года режиссёра и сценариста Владимира Козлова.

## Сюжет
Рассказывает об одном дне жизни трёх друзей — Глеба, Влада и Гоши, которым около двадцати пяти лет. Трое друзей работают рядовыми менеджерами в отделе продаж оптовой компании. С утра до вечера они воюют с клиентами и со своим боссом. А после окончания рабочего дня молодые люди идут пить пиво. После того как они пропускают по одному, по второму, по третьему бокалу пенного алкогольного напитка, компанию молодых людей тянет на приключения, которые не заставляют себя долго ждать…

## В ролях
| Актёр           | Роль    |
| --------------- | ------- |
| Иван Шарый      | Гоша    |
| Евгений Зарубин | Глеб    |
| Андрей Ясинский | Влад    |
| Ольга Серикова  | Оля     |
| Ксения Плюснина | Аня     |
| Дмитрий Гришин  | Потапов |

## Показ
16 ноября 2020 года в Электротеатре Станиславского проходил специальный показ фильма «Три товарища» Владимира Козлова. 
Показ фильма проходил в Северной Америке. Продюсер фильма Леонид Калитеня рассказал, что картина будет представлена на белорусском кинофестивале «Северное сияние».

## Критика
В своей рецензии писатель и журналист Денис Липовский отметил, что картина жёсткая, бескомпромиссная и смелая.
В своей рецензии критик Вадим Рутковский называет фильм панк-драмой о тех, кто работает в офисе; один из лучших, и один из самых труднодоступных фильмов 2020 года.

Гиперреалистичная городская драма про менеджеров низшего звена идёт как триллер, хотя ничего опасного в кадре не происходит.— критик Вадим Рутковский
Американский критик Роджер Мур пишет о фильме «Три товарища» на Rotten Tomatoes:

Фильм короткий, но не торопливый, жёсткий с самого начала и до конца. Документальный стиль подчёркивает мрак этой реальности, наполненной алкоголем, ненавистью и безнадёгой.— критик Роджер Мур